# 雷永
雷永（法語：Reillon，法語發音：[ʁɛjɔ̃]）是法国默尔特-摩泽尔省的一个市镇，属于吕内维尔区。

## 地理
雷永（48°35'54"N, 6°44'36"E）面积4.39 平方千米，位于法国大東部大區默尔特-摩泽尔省，该省份为法国东北部内陆省份，是洛林的一部分，北邻比利时、卢森堡，北起顺时针与摩泽尔省、下莱茵省、孚日省和默兹省接壤。
与雷永接壤的市镇（或旧市镇、城区）包括：阿尔布河畔沙泽勒、栋热万、贡德雷克松、兰特雷、韦奥。

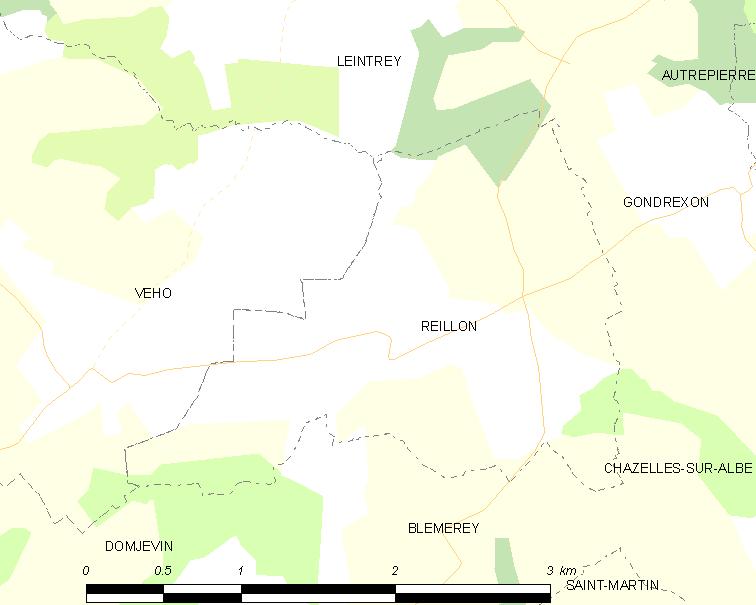
雷永的OSM定位图

雷永的时区为UTC+01:00、UTC+02:00（夏令时）。

## 行政
雷永的邮政编码为54450，INSEE市镇编码为54452。

## 政治
雷永所属的省级选区为巴卡拉县。

## 人口

1962-2008年间雷永人口变化图示

雷永于2022年1月1日时的人口数量为73人。